# Брейнардс (Нью-Джерсі)
Брейнардс (англ. Brainards) — переписна місцевість (CDP) в США, в окрузі Воррен штату Нью-Джерсі. Населення — 194 особи (2020).

## Географія
Брейнардс розташований за координатами 40°46′18″ пн. ш. 75°10′12″ зх. д. / 40.77167° пн. ш. 75.17000° зх. д. (40.771764, -75.169933).  За даними Бюро перепису населення США в 2010 році переписна місцевість мала площу 0,48 км², уся площа — суходіл.

## Демографія
Згідно з переписом 2010 року, у переписній місцевості мешкали 202 особи в 73 домогосподарствах у складі 56 родин. Густота населення становила 424 особи/км².  Було 79 помешкань (166/км²).
Расовий склад населення:
| - 95,5 % — білих - 3,0 % — чорних або афроамериканців - 1,0 % — корінних американців - 0,5 % — азіатів |

До двох чи більше рас належало 0,0 %. Частка іспаномовних становила 2,5 % від усіх жителів.
За віковим діапазоном населення розподілялося таким чином: 25,2 % — особи молодші 18 років, 64,9 % — особи у віці 18—64 років, 9,9 % — особи у віці 65 років та старші. Медіана віку мешканця становила 40,0 року. На 100 осіб жіночої статі у переписній місцевості припадало 100,0 чоловіків;  на 100 жінок у віці від 18 років та старших — 93,6 чоловіків також старших 18 років.
Середній дохід на одне домашнє господарство  становив 98 737 доларів США (медіана — 92 188), а середній дохід на одну сім'ю — 112 802 долари (медіана — 124 000). 
Цивільне працевлаштоване населення становило 137 осіб. Основні галузі зайнятості: будівництво — 20,4 %, роздрібна торгівля — 19,0 %, освіта, охорона здоров'я та соціальна допомога — 14,6 %, мистецтво, розваги та відпочинок — 13,9 %.